# Sân bay Thandwe
Sân bay Thandwe (IATA: SNW, ICAO: VYTD) là một sân bay phục vụ Thandwe, một thị xã ở bang Rakhine của Myanmar.

## Các hãng hàng không và các tuyến điểm
- Air Bagan (Sittwe, Yangon)
- Air Mandalay (Sittwe, Yangon)
- Myanmar Airways (Bassein, Kyaukpyu, Yangon)
- Yangon Airways (Sittwe, Yangon)

Tất cả các hãng hàng không nội địa Myanmar Myanmar Airways, Air Mandalay, Yangon Airways và Air Bagan có chuyến bay thường xuyên đến Thandwe.